# Juan Carlos Loyo
Juan Carlos Loyo est un enseignant-chercheur, économiste et homme politique vénézuélien. Il est l'actuel ministre vénézuélien de la Pêche et de l'Aquaculture depuis le 22 avril 2022. Il a été par deux fois ministre de l'Agriculture et des Terres de 2010 à 2012 et en 2013.

## Biographie

### Origine et formation
Juan Carlos Loyo est originaire de l'État de Carabobo. Il est diplômé en économie de l'université de Carabobo.

### Carrière politique
En 2004, il est directeur régional de l'Inces. Dès l'année suivant, il devient vice-ministre du Développement économique au ministère de l'Économie commune,. De 2006 à 2010, il est président de l'institut national des terres (Instituto Nacional de Tierras, en espagnol) puis ministre de l'Agriculture et des Terres de 2010 à 2012. Il est démis de ses fonctions par le président Hugo Chávez mais son départ et son remplacement par son prédécesseur Elías Jaua seraient dus à des problèmes de santé,. Pour autant, Oswaldo Zerpa le maire de la municipalité de Monseñor José Vicente de Unda dans l'État de Portuguesa l'accuse dans un article de l'hebdomadaire Quinto Día en novembre 2010 d'avoir fait couler la production de café provoquant la perte de l'équivalent de deux milliards de dollars en crédits alloués aux producteurs en raison de la chute des prix. La rumeur d'une incarcération par le service de renseignement (Sebin) a également couru sans confirmation officielle.
En février 2019, le député José Luis Pirela, président de la sous-commission de lutte contre la drogue, l'antiterrorisme et le crime organisé de l'Assemblée nationale, affirme que Loyo fait l'objet d'une enquête.
Le 22 avril 2022, il est nommé ministre de la Pêche et de l'Aquaculture en remplacement de Olga Luisa Figueroa restée en poste à peine plus de deux mois.